# Primera Iglesia Metodista Unida
La Primera Iglesia Metodista Unida es una histórica iglesia ubicada en el 306 de Tuskeena Street en Wetumpka, Alabama, Estados Unidos. Fue construido en 1854 y agregado al Registro Nacional de Lugares Históricos en 1973.